# در نزدیکی
در نزدیکی (به هندی: Aas Paas) یا اطراف فیلمی محصول سال ۱۹۸۱ و به کارگردانی جی. اوم پراکاش است. در این فیلم بازیگرانی همچون درمندرا، هما مالینی، پریم چوپرا، اوم پراکاش، نادیرا، نیروپا روی، آریونا ایرانی، آسرانی ایفای نقش کرده‌اند.